# Amonines
Amonines (en wallon Monène) est une section et un village de la commune belge d'Érezée située en Région wallonne dans la province de Luxembourg. Ce village de l'Ardenne belge se trouve au bord de l'Aisne, un affluent de l'Ourthe.

## Évolution démographique
- Source: DGS, 1831 à 1970=recensements population, 1976= habitants au 31 décembre

## Histoire

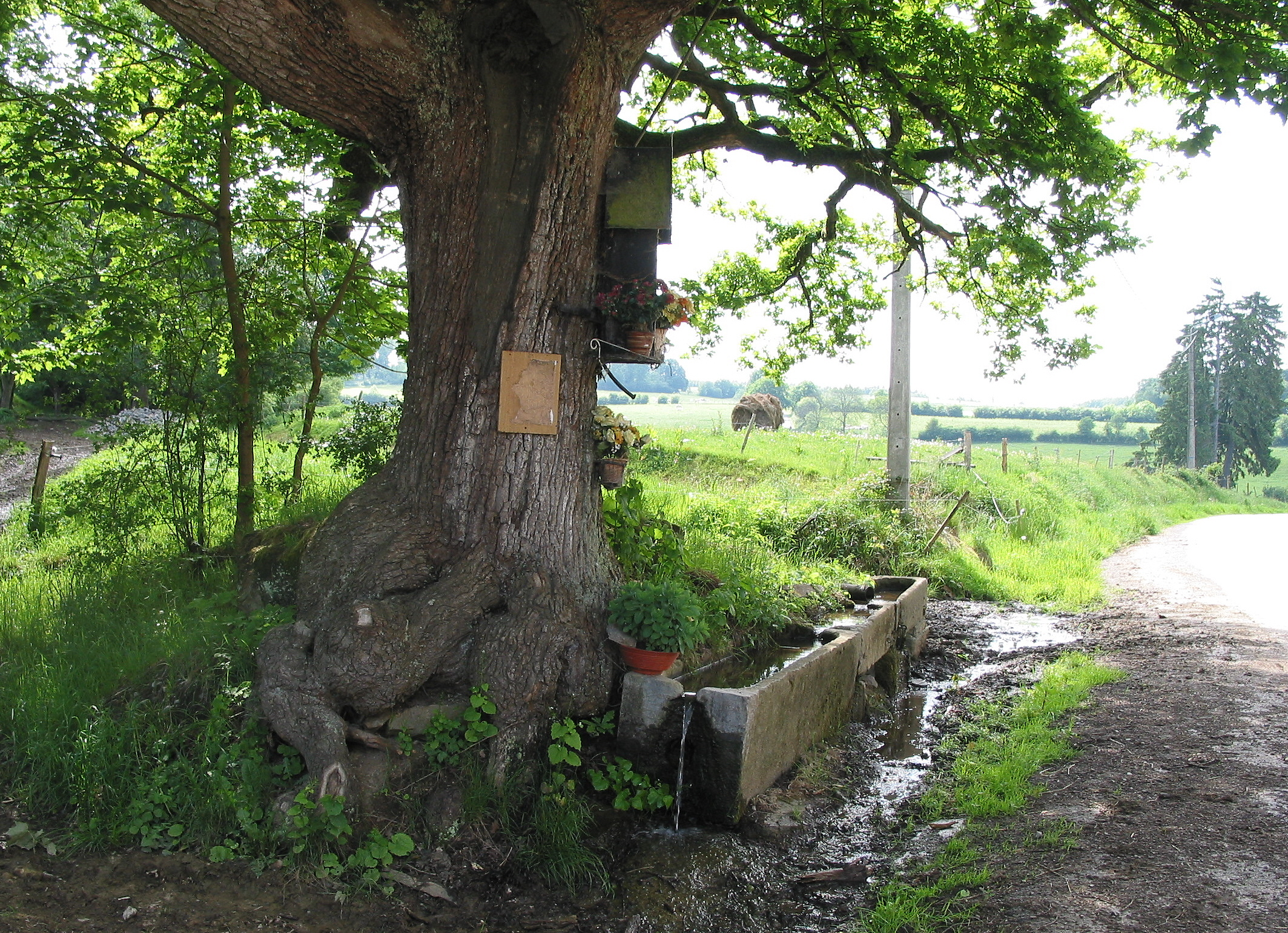
Le chêne à la Vierge.

La commune d'Amonines fut créée sous le régime français par la réunion des localités d'Amonines et Blier. Elle faisait partie du département de Sambre-et-Meuse. Elle devint une commune de la province de Luxembourg en 1839. 
Au cours de la Seconde Guerre mondiale, le 11 mai 1940, lendemain du déclenchement de la campagne des 18 jours, Amonines est prise dans l'après-midi par les Allemands de la 5e Panzerdivision qui a pour objectif de traverser la Meuse au niveau de Dinant.
Amonines est intégrée à la nouvelle commune d'Érezée à la fusion des communes de 1977.

## Patrimoine et culture

### Patrimoine architectural
- L'église Saint-Lambert date de 1824.
- Le cadran solaire.
- Le chêne à la Vierge.
- le Tramway touristique passe par Amonines, l'arrêt se trouvant de l'autre côté de l'Aisne.